# Jørstadmoen
Jørstadmoen este o localitate din comuna Lillehammer, provincia Oppland, Norvegia, cu o suprafață de 0,87 km² și o populație de 786 locuitori (2013).